# Nikola Filipović (arhitekt)
Nikola Filipović (Zagreb, 13. ožujka 1934. - Zagreb, 18. svibnja 2020.) je hrvatski arhitekt.

## Životopis
Diplomirao na Arhitektonskom fakultetu u Zagrebu (1959.), gdje je bio profesor. Suradnik u Majstorskoj radionici D. Iblera i D. Galića (1966. – 1967.).
U Zagrebu je s I. Filipović projektirao interijer hotela Dubrovnik (1972.), stambenu zgradu u Zamenhofovoj ulici (1976.), hotel Dubrovnik II (1982.), poslovnu zgradu INA-Naftaplina u Šubićevoj ulici (1982.), s B. Kinclom dogradnju stadiona Dinamo, a s Davorkom Križ-Filipović poslovnu zgradu WMD centar u Vukovarskoj ulici (1998.).
Dobio je Nagradu "Vladimir Nazor" za životno djelo (2008.). 